# ТЭМ7
ТЭМ7 — маневровый тепловоз с электрической передачей переменно-постоянного тока, с осевой формулой 20+20−20+20. До появления ТЭМ14 (2011 год) самый мощный маневровый тепловоз, эксплуатирующийся на железных дорогах стран постсоветского пространства.

## История
В 1973 году на Людиновском тепловозостроительном заводе был разработан проект маневрового восьмиосного однокузовного тепловоза с дизелем мощностью 2000 л.с. Тепловоз предназначался для вывозной и маневровой работы на станциях с составами, вес которых требует локомотивов с тяговым усилием на 40-50 % выше, чем у шестиосных маневровых тепловозов, таких как ТЭМ1 и ТЭМ2.
В 1975 году завод изготовил первые два тепловоза серии ТЭМ7.
На ТЭМ7, впервые на маневровых тепловозах, использована электрическая передача переменно-постоянного тока.
На тепловозе уложен балласт в виде чугунных плит общей массой 25 т, из которых 12 т съёмные; следовательно, возможно снижение нагрузки от колёсной пары на рельсы с соответствующими изменениями номинальных значений силы тяги длительного режима и скорости.
После 1975 года Людиновский тепловозостроительный завод продолжал изготовление тепловозов ТЭМ7 по нескольку единиц в год. В период 1977 — 1980 гг. был проведён комплекс исследований и поездных испытаний тепловозов ТЭМ7, которые позволили несколько улучшить конструкцию экипажной части. Основные эксплуатационные испытания тепловозов проводились на Свердловской железной дороге. В депо Свердловск-Сортировочный поступили к 1981 году шесть тепловозов ТЭМ7, а в 1982 году все ранее работавшие на манёврах тепловозы ТЭ3 были заменены на ТЭМ7.
В мае 1980 года Людиновский завод начал выпуск установочной партии тепловозов ТЭМ7 и продолжал их серийное производство до 1989 года. Выпуск модифицированных тепловозов ТЭМ7А продолжается с 1988 года.

## Модификации

### ТЭМ7А
Данная модификация тепловоза выпускается Людиновским заводом с 1988 года по настоящее время. По данным на сентябрь 2018 года выпущен 561 тепловоз этой серии.
С 2008 года выпускается основательно модернизированный вариант ТЭМ7А, который, тем не менее, не получил отдельной литеры в названии серии и отдельного диапазона заводских номеров.
Условно считается, что модернизированные ТЭМ7А выпуска после 2008 года имеют номера начиная с 0300.
Отличия ТЭМ7А (до 2008 г.в.) от ТЭМ7:
- Некоторые усовершенствования в электрической схеме цепей управления.
- Наполнение тормозных цилиндров сжатым воздухом производится через два реле давления — своё для каждой четырёхосной тележки. На практике это означает более быстрое срабатывание и отпуск тормозов локомотива.
- Модифицированная автосцепка СА-3мл, соединённая с поглощающим аппаратом через цилиндрический клин — автосцепное устройство стало более надёжным (на ТЭМ7 обычный клин автосцепки, с прямоугольным сечением).
- Укороченный блок фильтров центральной вентиляционной установки.
- Водомасляные теплообменники дизеля расположены в промежутке между дизелем и холодильником (на ТЭМ7 они расположены на поддизельной раме, слева и справа по дизелю).
- Синхронный возбудитель и стартер-генератор расположены над главным генератором, и получают привод от 69-й группы дизеля — так же, как это реализовано на 2ТЭ116 (На ТЭМ7 синхронный возбудитель и стартер-генератор расположены в промежутке между дизелем и холодильником, и получают привод через отдельный редуктор, соединённый дополнительным карданным валом с коленчатым валом дизеля. Также от этого редуктора производится отбор мощности на привод вентилятора холодильника).

Слабым местом ТЭМ7 является именно дополнительный карданный вал привода редуктора синхронного возбудителя и стартер-генератора — болтовые крепления карданного вала расслабляются от вибрации, и будучи не затянутыми, расшатываются, изнашиваются и отрываются полностью.
В кривых участках при соединении с вагоном ломаются автосцепкой концевые краны, гнутся кронштейны подвески концевых рукавов.
Отличия модернизированного ТЭМ7А после 2008 года выпуска от ТЭМ7А до 2008 г.в.:
- Полностью переработанные электрические схемы цепей управления: оборудован микропроцессорной системой контроля, управления и диагностики (МСКУД).
- Электрический реостатный тормоз, работающий до полной остановки локомотива.
- Усиленная рама тепловоза.
- Изменённый интерьер кабины: новые пульты управления, увеличенный полезный объём помещения кабины (за счёт того, что были убраны шкафы для вещей — теперь они утоплены в стены кабины).
- Система кондиционирования, вентиляции и отопления кабины.

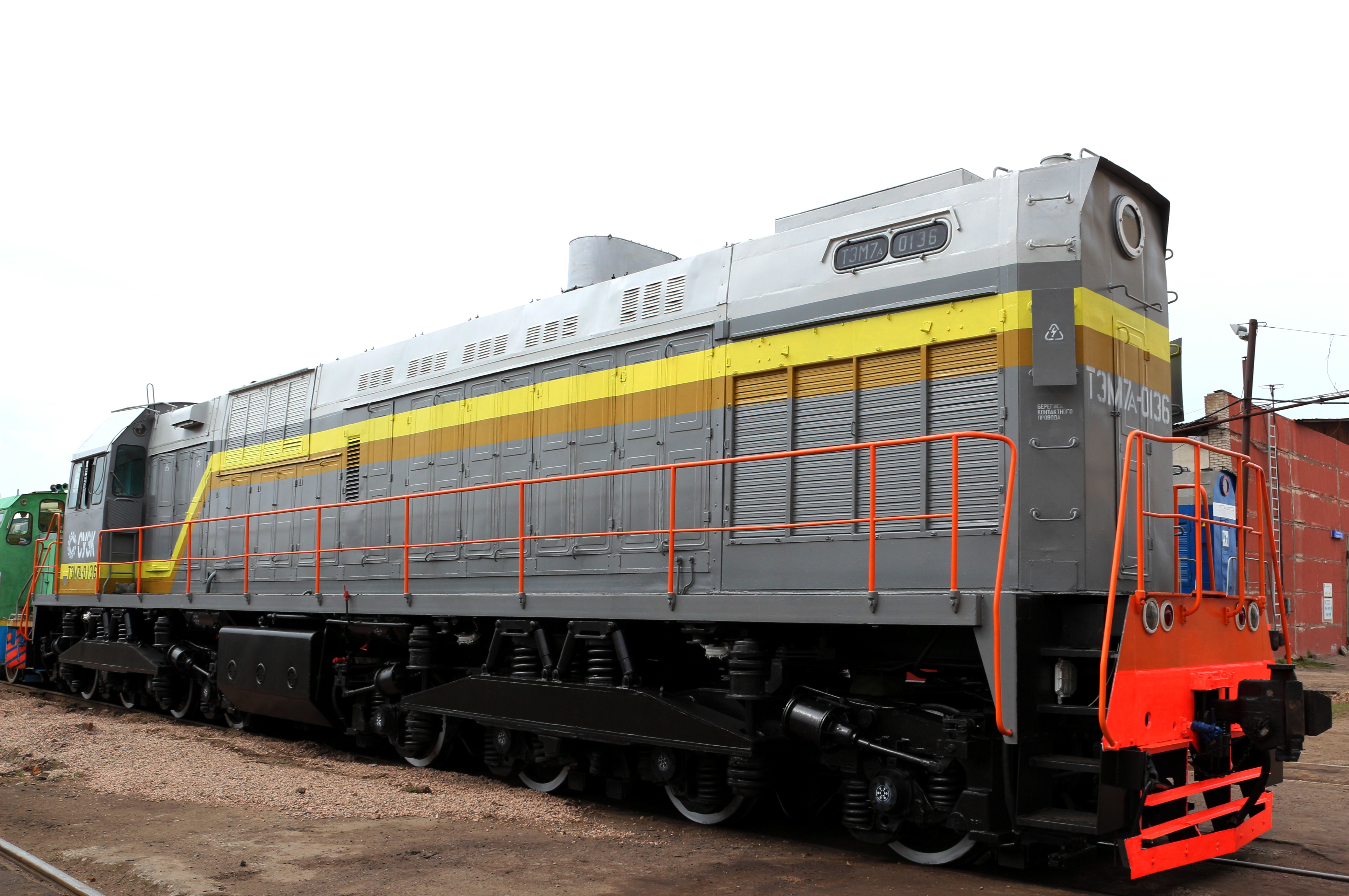
ТЭМ7А-0136 в корпоративном цвете СУЭК
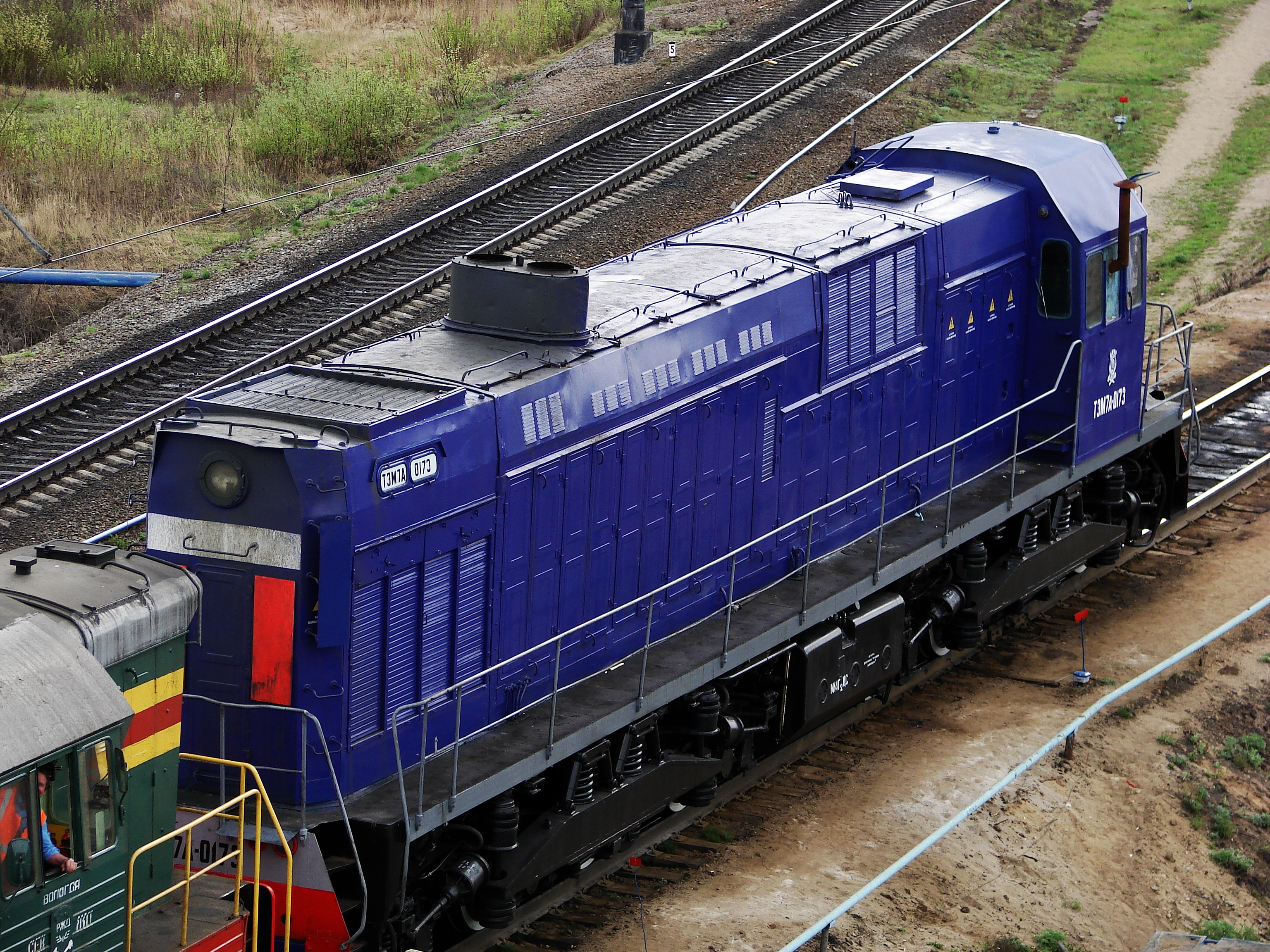
ТЭМ7А-0173
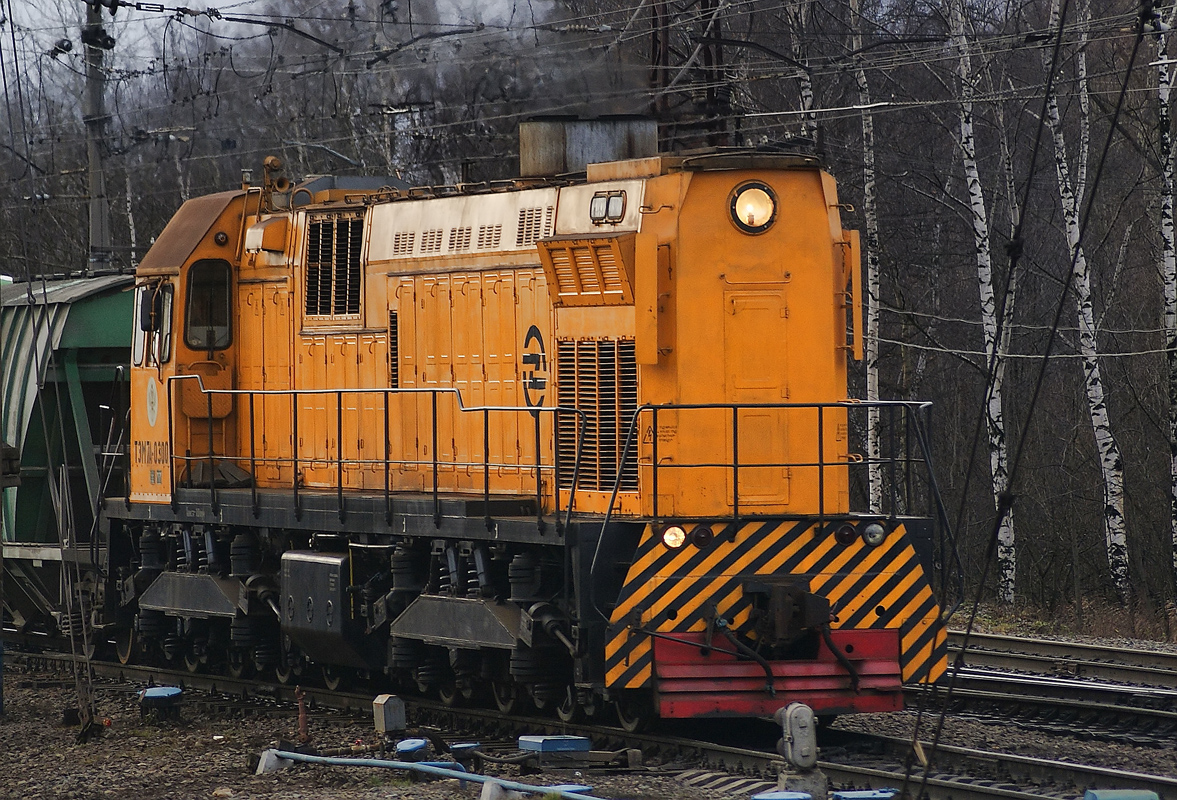
Модернизированный ТЭМ7А-0300 2008 г.в.
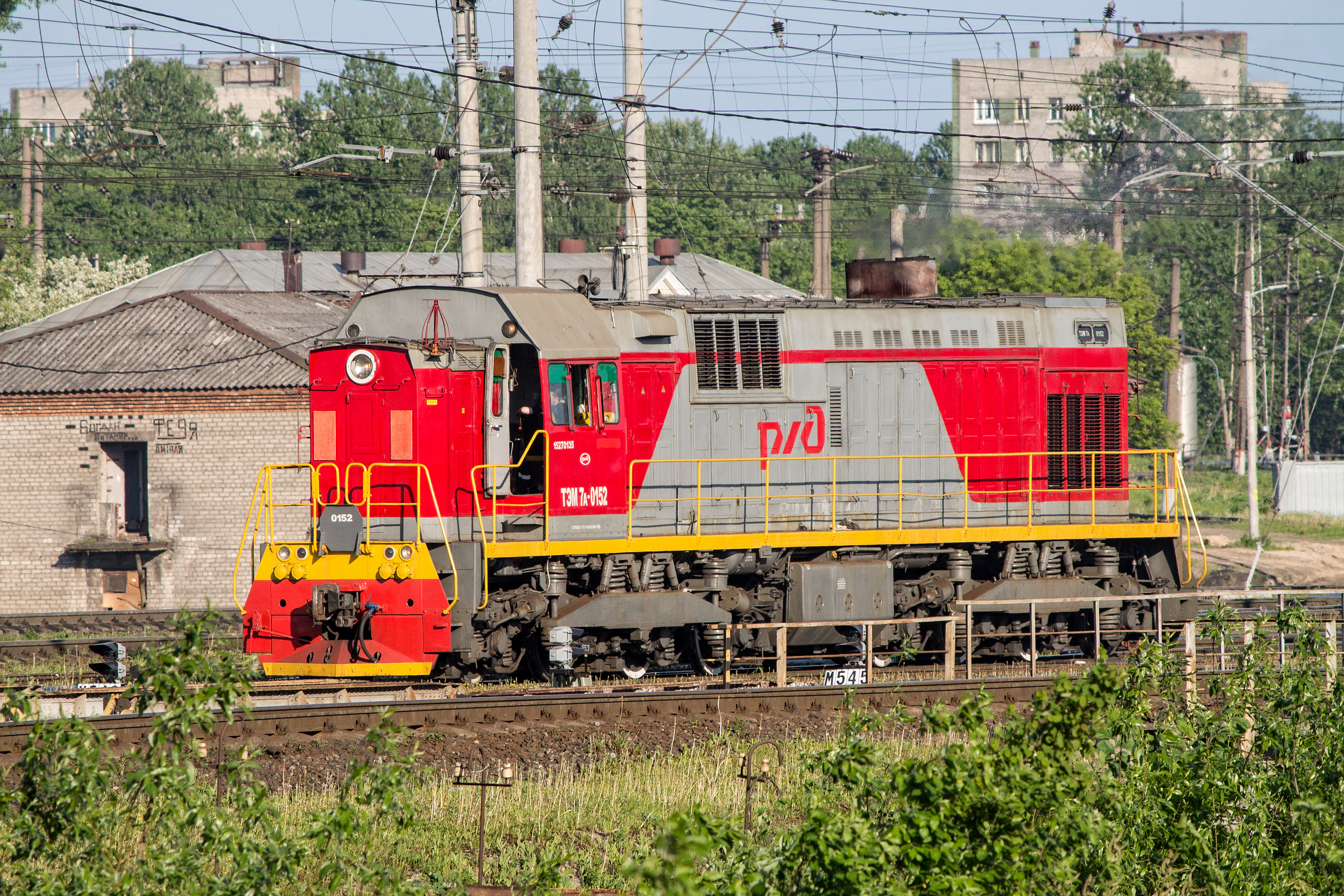
ТЭМ7А-0152 в красно-серой окраске РЖД

### ТЭМ7М
При проведении заводского ремонта тепловоза ТЭМ7-0003 на нем были установлены узлы и агрегаты выпускавшихся в то время серийно тепловозов ТЭМ7А (в частности - дизель-генератор 12-26ДГ с приводом электромашин от 69-й группы), при этом в конструкцию тепловоза были внесены соответствующие изменения. После прохождения ремонта тепловозу была присвоена серия ТЭМ7м. Однако в силу ряда бюрократических обстоятельств впоследствии индекс "м" из обозначения серии был убран. По данному проекту было модернизировано несколько локомотивов. Некоторое количество ТЭМ7А было куплено в 1992 году американской фирмой для работы в порту Хьюстона, но тепловозы не прошли сертификацию США. В результате часть из них вернулась в Россию, а часть осталась в США. Они имели номера 1001—1011. Бытующие мнение, что на данных тепловозах основной пульт управления находился со стороны короткого капота не соответствует действительности - была уменьшена высота кабины для обеспечения вписывания в габарит американских железных дорог, но все ее оборудование осталось неизменным. Были сохранены даже отечественные приборы управления тормозами и устройства безопасности. Единственным отличием являлась установка табличек с надписями на английском языке. Некоторые машины, вернувшиеся в Россию, были куплены крупными фирмами: «Лукойл», «ГазПромТранс», «НоваТЭК», «В-Сибпромтранс» и др. «Американскому» диапазону номеров 1001—1011 соответствует «российский» 0210-0220.

### ТЭМ8
В середине 80-х годов прошлого столетия по инициативе Министерства угольной промышленности на Людиновском тепловозостроительном заводе были начаты работы про проектированию восьмиосного маневрово-вывозного тепловоза мощностью 3000 л.с., который получил обозначение серии ТЭМ8. В силу ряда технических сложностей (в частности, вызванных необходимостью разместить более мощное оборудование в пределах существующей длины рамы тепловоза ТЭМ7), трудностей с поставкой основных агрегатов (в первую очередь- дизель-генератора), проектирование тепловоза значительно затянулось. В первой половине 90-х годов большинство проблем были решены, однако в силу известных обстоятельств заказчик потерял интерес к данной теме, и проект не был доведен даже до опытного образца.
В 2011 году студией промышленного дизайна FORMA был представлен концепт модернизированного тепловоза ТЭМ8. Его отличительными особенностями стали центральное расположение кабины и два смещённых относительно центральной оси капота. При этом шасси базового локомотива ТЭМ7А и дизель-генераторная установка остались без изменений, что значительно удешевляет внедрение в производство. В 2018 году проект получил премию Red Dot Award в категории концептуального дизайна. В настоящее время производство тепловоза ТЭМ8 не рассматривается.

## Ремонтные заводы

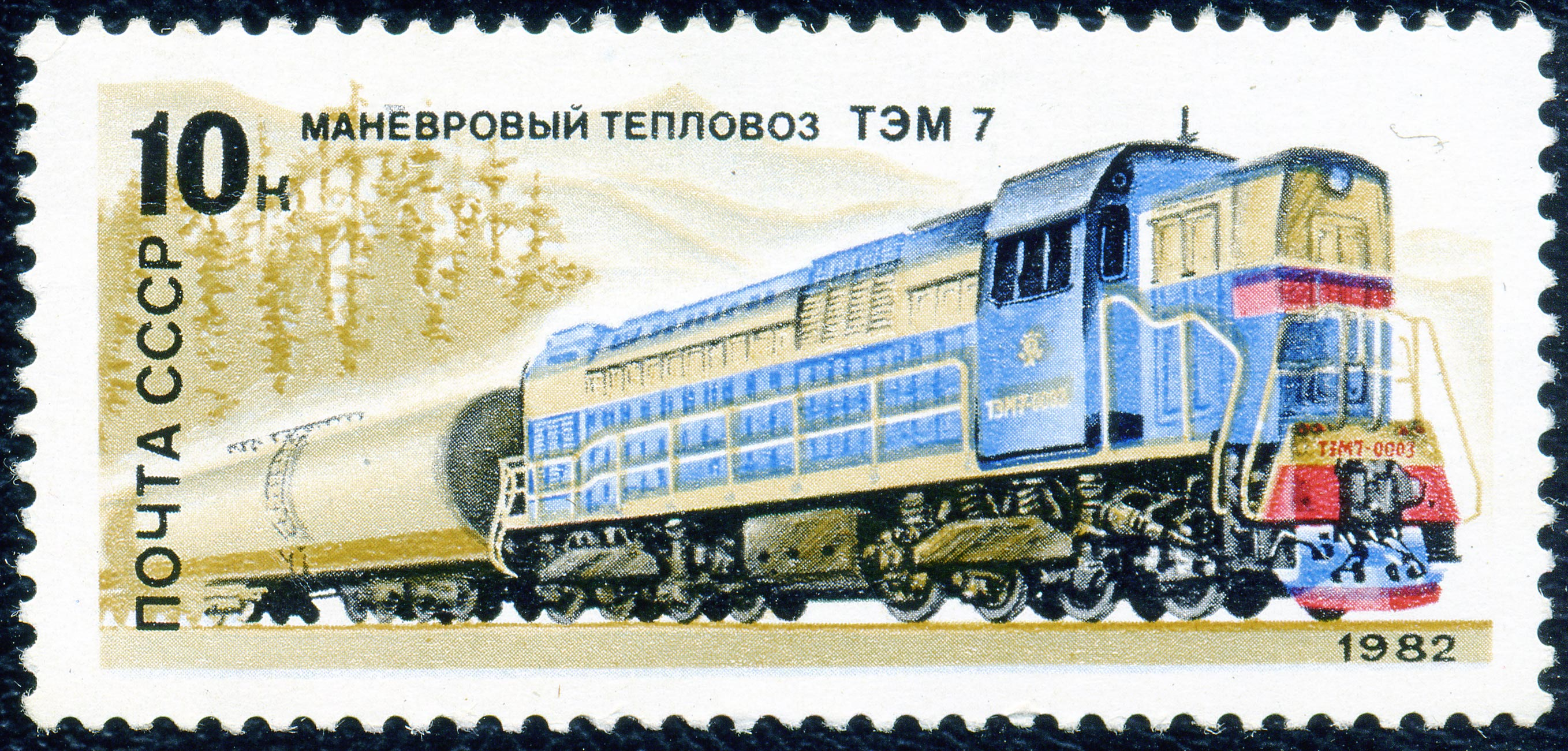
Почтовая марка СССР с изображением ТЭМ7

- Уссурийский локомотиворемонтный завод
- Полтавский тепловозоремонтный завод
- АО Мичуринский локомотиворемонтный завод «Милорем»
- ООО «Бородинский РМЗ»